# Barroway Drove
Barroway Drove – wieś w Anglii, w hrabstwie Norfolk, w dystrykcie King’s Lynn and West Norfolk. Leży 68 km na zachód od Norwich i 125 km na północ od Londynu.